# 情報メディア学会
情報メディア学会（じょうほうめでぃあがっかい）は、情報メディアに関わる日本の学会である。
情報メディアについて、図書館情報学や情報学等の枠組みを超えて、学際的な研究活動を行うことを目的に2000年に設立された。
論文誌『情報メディア研究』を刊行し、毎年の定例行事として、研究大会・研究報告会を開催している。

## 会員種別
会員には、正会員、学生会員、ユース会員、名誉会員の別がある。2012年現在、年会費として、正会員は5000円、学生会員は2500円を納める。